# Вифезда

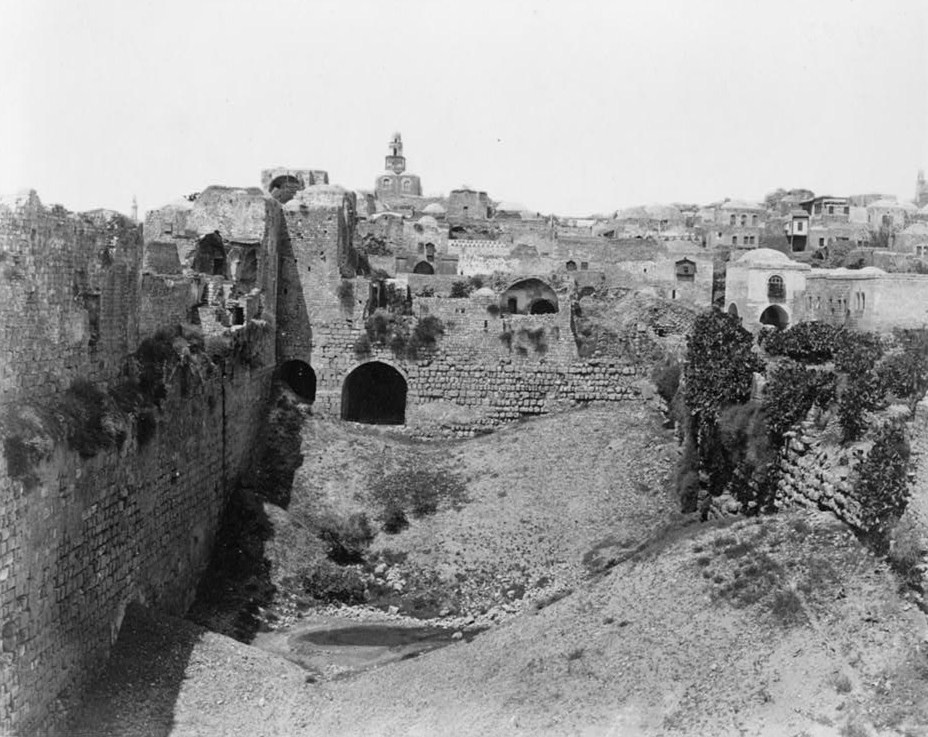
Возможно, Вифезда, один из бассейнов (107x36 м), известный в прошлом у местных жителей-арабов как Биркет Исраиль (Пруд Израильский); ближайший к Храмовой горе, находился прямо у её северной стены. Сейчас он засыпан и на его месте располагается автостоянка. (фото 1860—1890 годов)

Вифезда́ (ивр.  בית חסדא‎ — Бейт Хисда — «дом милости, милосердия», «место благодати, исцеления»; греч. Βηθεσδά, Βηθζαθά, лат. Bethsatha, ст.‑слав. Виѳеꙁдá, Виѳесдá, глаг.ⰲⰻⱅⰵⰸⰴⰰ (витеꙁда), ⱇⰵⰸⰴⰰ (феꙁда), ⰲⰺⱅⰵⰸⰴⰰ (вꙇтеꙁда)), или у Ове́чьих [воро́т] купе́ль (греч. ἐπὶ τῇ προβατική κολυμβήθρα, лат. super Probatica piscina), или О́вчая купе́ль (ивр. בריכות בית חסדא‎, «бассейны Бейт Хисда»; также «овечьи бассейны»: греч. προβατική κολυμβήθρα — «овчая купель», лат. Probatica piscina) — два водоёма (бассейна), вырытые в русле реки Бейт-Зейта (בית זיתא) в Иерусалиме. В Библии, в Евангелии от Иоанна упоминается как место исцеления Иисусом Христом расслабленного (Ин. 5:1-16). Купель располагалась у Овечьих ворот, которые упоминаются в Библии в Книге Неемии (Неем. 3:32), (Неем. 12:39).

## Происхождение

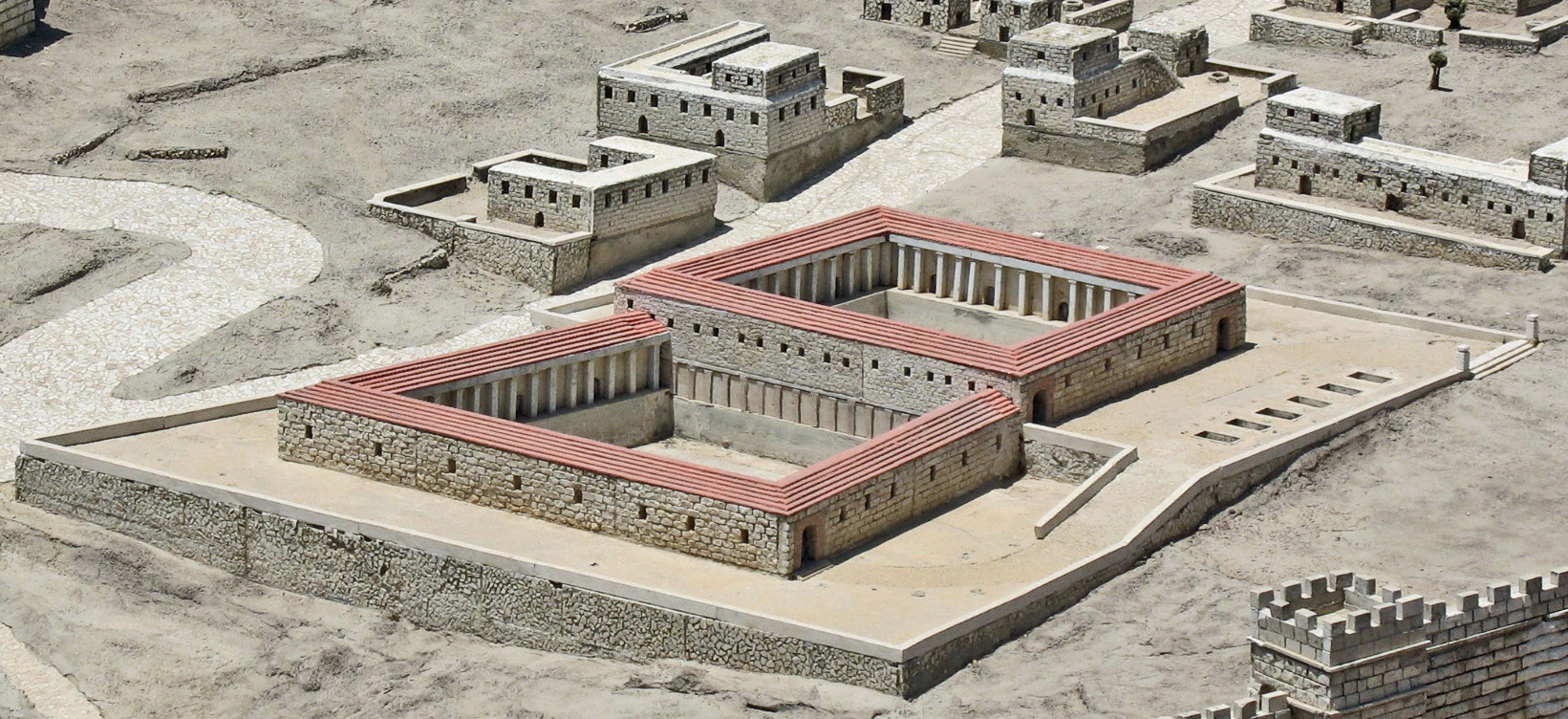
Современная модель Вифезды

Строительство купели относится к VIII веку до н. э. Вифезда располагалась около северной стены Иерусалима, у Овечьих ворот, через которые прогонялись к Храму жертвенные животные и где был расположен рынок этих животных.
Согласно словарю Брокгауза и Ефрона древние Овечьи врата отождествляются иногда с воротами св. Стефана в мусульманской части Иерусалима. Рядом с ними находится высохший водоём, который некогда содержался в исправности, так как его берега выложены прочными стенами древнееврейской кладки. Он имеет правильную четырёхугольную продолговатую форму. У местных жителей-арабов он называется «Биркет-Исраиль» то есть прудом израильским. У его западной стены сохранились развалины двух арок, которые могут соответствовать упоминаемым евангелистом Иоанном «крытым ходам».

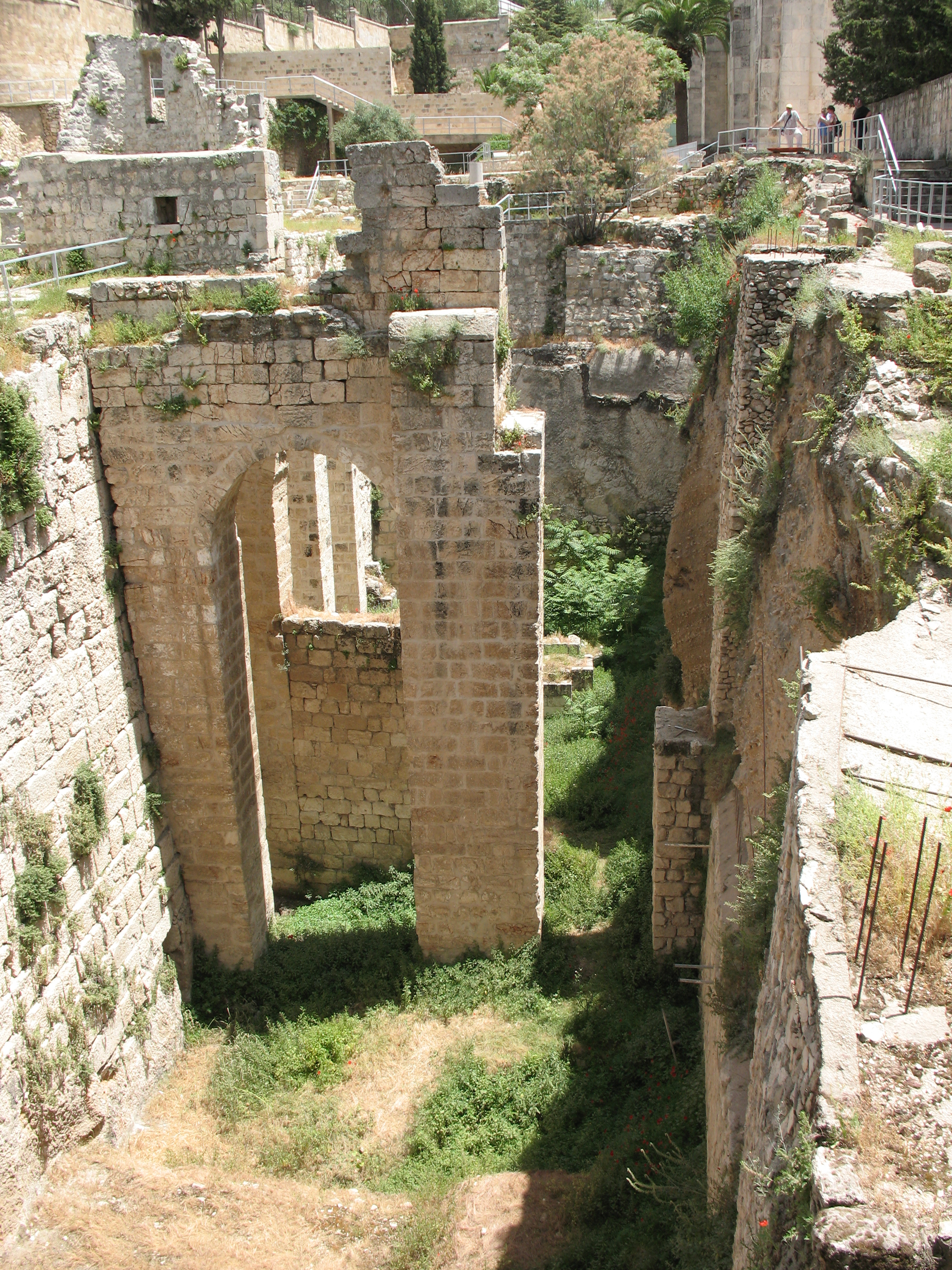
Вифезда, большой бассейн (150x50x15 м), состоящий из двух резервуаров, разделенных стеной. Обнаружен в 1914 году на территории монастыря Белых отцов, рядом с церковью Святой Анны. Видны остатки церквей византийцев и крестоносцев (вид с запада в сторону церкви Святой Анны, она немного видна в правом верхнем углу)

Также есть версия, что Вифездой является пруд, находящийся рядом с базиликой святой Анны. Этот пруд ещё во времена Крестовых походов назывался «Овчей купальней», рядом с ним были обнаружены следы пяти арок.
Некоторые видели Вифезду в так называемом «пруде Девы», находящемся в Кедронской долине, вследствие того, что там от неизвестных причин происходило «возмущение» или движение вод, периодически повторяющееся раза три-четыре в неделю.
В настоящее время Вифезда традиционно отождествляется с руинами около базилики Святой Анны. Археологические данные свидетельствуют, что находящийся там южный бассейн имел широкие ступени, с посадками, то есть на этом месте была миква.
Его глубина составляет 13 метров. Римляне сами верили в то, что купель целебная, и построили в пещерах к востоку от купели два небольших бассейна, посвятив их богу медицины и врачевания Асклепию и богине Фортуне.
Некоторые исследователи отождествляют северный бассейн Вифезды с «верхним прудом» (ивр. בריכה העליונה‎), упоминающимся в Четвёртой книге Царств (4Цар. 18:17).
О Вифезде пишет Евсевий Кесарийский (IV век):

Вифезда — купель в Иерусалиме, она же и Овчая, в древности имевшая пять притворов; и ныне показывается в двух находящихся там бассейнах, из которых один, наполняется ежегодными дождями, другой же имеет чудным образом окрашенную в красный цвет воду, представляя, как говорят, след омывавшихся в нём жертв, отчего и зовется: Овчий, по причине жертв.
— Евсевий Кесарийский. Ономастикон (объяснение библейской географии)
Рассказ Евсевия повторяет Иероним Стридонский.

## В Новом Завете

Исцеление расслабленного у Овечьей купели

Согласно Евангелию от Иоанна (Ин. 5:1-16), вода из купальни считалась чудодейственной когда «ангел Господень по временам сходил в купальню и возмущал воду, и кто первый входил в неё по возмущении воды, тот выздоравливал, какою бы ни был одержим болезнью». При купальне лежал расслабленный, страдающий своей болезнью 38 лет и почти потерявший надежду на исцеление, так как некому было опустить его в купальню при возмущении воды.
Иисус сказал ему: «возьми постель твою и ходи». И он тотчас выздоровел, и взял постель свою и пошёл. Чудо было совершено в субботу и, видя расслабленного, несущего свою постель, иудеи говорили: «сегодня суббота; не должно тебе брать постели», на что он отвечал — «Кто меня исцелил, Тот мне сказал: возьми постель твою и ходи», но не мог сказать, кто исцелил его. Позже в храме его встретил Иисус и сказал: «вот, ты выздоровел; не греши больше, чтобы не случилось с тобою чего хуже». Когда стало известно, кто совершил исцеление в субботу, то «искали убить Его Иудеи за то, что Он не только нарушал субботу, но и Отцем Своим называл Бога, делая Себя равным Богу» (Ин. 5:18).
В Православной церкви чудо исцеления расслабленного Иисусом Христом вспоминается ежегодно в Неделю о расслабленном.
Схиигумен Парфений (Агеев) в своих мемуарах сообщал, что, согласно местному преданию, сохранившемуся на Святой Земле, в Овечьей купели находилось Адамово древо, употреблявшееся вместо плота, на котором позже был распят Христос. «С того времени, как не стало этого древа в Овчей купели, перестал ежегодно сходить в нее ангел Господень и возмущать воду; потому что уже нечего было омывать, не стало быть и исцелений больным, и они все вышли, и притворы остались пусты».

## Использование названия
Название «Вифезда» (в английской транскрипции — Bethesda) получил ряд населённых пунктов, преимущественно в англоязычных странах. Компания–издатель компьютерных игр, расположенная в американском городе Бетесде, называется Bethesda Softworks.
Бетесда (терраса и фонтан) — двухъярусная терраса и фонтан в Центральном парке Нью-Йорка, одни из центральных и наиболее известных объектов этой зоны отдыха.